# 石丸電気
石丸電気（いしまるでんき）は、かつて存在した秋葉原を中心に関東地方を営業基盤とする日本の家電量販店チェーン。エディオングループの店舗ブランドのひとつだった。屋号を始め対外的には「イシマル（ishimaru、石丸）」と称していた。
2009年（平成21年）1月31日までは石丸電気株式会社（英語: Ishimaru Denki Co., Ltd.）が運営していたが、翌2月1日にエイデン（同年10月1日にエディオンEASTに商号変更）に吸収合併された。それ以降は同社運営の店舗ブランドとなった後、2012年（平成24年）10月1日に「エディオン」に統一された。
エディオンに統一された後は創業者一族が家電店の経営から撤退し、不動産賃貸業などを行っている。

## 概要
白物家電からオーディオ・ビジュアル、パソコンまで幅広く取り扱う老舗の家電量販店。
山際電気商会出身の石丸鶴雄により1945年5月に石丸電気商会として設立。秋葉原電気街の創成期である1945年（昭和20年）の創業から同地区を地盤に店舗網を拡大してきたが、同業他社と比較して郊外店進出に遅れをとり、本格的な郊外店舗の展開を始めたのは1990年代の後半に入ってからであった。最盛期には秋葉原で15店舗、関東周辺の1都6県では36店舗を展開していた。特にレコード等のソフトに注力しており、長年の間、日本最大級のレコード店としても知られていた。「秋葉原一の大型電気専門店」を標榜し、ヨドバシAkiba開店までは名実ともに秋葉原最大の家電量販店の座に君臨した。
1970年代ごろまでは家電卸売業を行っており、一般向けの小売店は「日の丸電気」の屋号で営業していた。また1980年代までは「大丸テレビジョン」の屋号でも小売を行っていた。

## 沿革

### 石丸電気時代
- 1945年（昭和20年）
  - 3月 - 個人商店石丸電気商会[3]として神田花房町2（現：外神田1丁目9-14）の地に創業。
- 1946年（昭和21年）
  - 12月14日 - 株式会社石丸電気を設立[5]。
- 1959年（昭和34年）
  - 4月1日 - アイアイテクノサービス株式会社を設立[6]。
- 1960年（昭和35年）
  - 12月24日 - 昭和東海シャープ販売株式会社を設立[7]。
- 1966年（昭和41年）
  - 1月19日 - 石丸電気株式会社を設立[8]。
- 1968年（昭和43年）
  - 6月27日 - 第一石丸共同ビル株式会社を設立[9]。
- 1971年（昭和46年） - 社章（田中一光によるデザイン）を制定。
  - 3月21日 - 株式会社石丸電気の商号を、石丸本社株式会社に変更[5]。
  - 3月21日 - 昭和東海シャープ販売株式会社の商号を、日の丸電気株式会社に変更[7]。
- 1973年（昭和48年）
  - 9月21日 - 株式会社石丸電気設備センターを設立[10]。
- 1978年（昭和53年）
  - 3月17日 - 石丸興産株式会社を設立[11]。
- 1979年（昭和54年）
  - 3月17日 - 東京石丸電気株式会社を設立[12]。
- 1985年（昭和60年）
  - 4月5日 - 株式会社石丸電気駅前店を設立[13]。
  - 11月21日 - 株式会社石丸電気レコードセンターを設立[14]。
- 2000年（平成12年）
  - 2月2日 - 日の丸電気株式会社の商号を、ワイアンドアイ株式会社に変更[7]。
  - 3月6日 - 家電事業についてヤマギワと業務提携を発表[15]。
  - 3月10日 - ヤマギワ株式会社からワイアンドアイ株式会社に3店舗（東京本店/横浜店/世田谷店）を譲受。
- 2001年（平成13年）
  - 11月9日 - 九十九電機と資本提携を含む業務提携を発表[16]。
- 2002年（平成14年）
  - 3月22日 - 石丸電気が株式会社石丸電気駅前店を吸収合併[13]。
  - 9月26日 - 九十九電機とポイントカードのポイント相互使用を開始[17]。
- 2004年（平成16年）
  - 3月30日 - 石丸鶴雄（初代社長、当時・代表取締役会長）が死去[18]。
  - 11月1日 - アイアイオンライン株式会社を設立[19]。
- 2005年（平成17年）
  - 3月21日 - アイアイオンラインが運営する自社ショッピングサイト「Refino」スタート[20]。
  - 3月22日 - 石丸電気がワイアンドアイ株式会社を吸収合併[7]。
- 2006年（平成18年）
  - 4月27日 - エディオンと資本提携基本合意。
  - 7月27日 - エディオンが石丸電気に33.4%出資し、エディオンの持分法適用関連会社化[21]。
- 2007年（平成19年）
  - 3月30日 - エディオンが、石丸電気への出資比率を40%に引き上げ、エディオンの連結子会社化[21]。
  - 9月30日 - 九十九電機のポイントカードとのポイント相互使用を終了[22]。
  - 10月19日 - エディオンが、関東地方での展開を目的として、子会社・株式会社東京エディオンを設立。
  - 11月1日 - エディオン所有の石丸電気株式を東京エディオンに譲渡。
- 2008年（平成20年）
  - 9月30日 - 東京エディオンが、石丸電気株を追加取得して、東京エディオンの完全子会社化[21]。
- 2009年（平成21年）
  - 1月8日 - 自社ショッピングサイト「Refino」閉鎖。[23]

### エイデン→エディオンEAST→エディオン時代
- 2009年（平成21年）

ブランド化後のロゴ

  - 2月1日 - エディオン傘下のエイデンが、東京エディオン、石丸電気と石丸電気の子会社3社[注釈 2]を吸収合併し、法人としての石丸電気は解散。同時に、アイアイテクノサービスが株式会社コムネット（エイデンの子会社）に吸収合併された（コムネットは後にエディオンに吸収合併）[24]。
  - 6月1日 - 株式会社石丸電気設備センターを解散[10]。
  - 9月18日 - 株式会社石丸電気設備センターの清算結了[10]。
  - 10月1日 - 株式会社エイデンが、株式会社エディオンEASTに商号変更[25]。
  - 11月3日 - 石丸電気のポイントカード「アイアイカード」を廃止[26]。
  - 11月5日 - エディオングループのレジシステムが統一され、石丸電気店舗でエディオンカードが使用することが可能となった[26]。
  - 11月20日 - 100満ボルト以外のエディオングループの関東地方の全店舗ブランドを「イシマル（ishimaru）」に統一し、旧東京エディオン運営の「エディオン」ブランドの店舗が消滅[27]。また関東地方から「デオデオ」の店舗も消滅した。
- 2010年（平成22年）
  - 10月1日 - 株式会社エディオンEASTと株式会社エディオンWESTの吸収合併に従い、当ブランドの運営会社は株式会社エディオンとなる。
  - 10月1日 - 石丸興産株式会社が第一石丸共同ビル株式会社を吸収合併。商号を第一石丸共同ビル株式会社に変更[11]。
- 2012年（平成24年）
  - 5月11日 - ストアブランドを「エディオン」に同年10月1日に変更することを発表[1]。
  - 9月15日 - ストアブランド「エディオン」の本格利用開始[28]。
  - 10月1日 -  株式会社エディオンがイシマル店舗のストアブランドを「エディオン」に統一[1]。これに伴い「イシマル」店舗は消滅、石丸電気以来の歴史に幕を下ろす。
- 2013年（平成25年）
  - 3月22日 - 石丸本社株式会社が第一石丸共同ビル株式会社を吸収合併[11]。

## コーポレートスローガン
- 「お客様第一・良心経営」
- 「買って安心、ずっと満足」（2006年～2012年）

## 同業他社との関係

### ヤマギワ
2000年（平成12年）には同じく秋葉原に店舗を持つヤマギワと提携し、ワイアンドアイ株式会社を設立。ヤマギワから一部店舗を譲渡され、アイアイカードがヤマギワの東京本店と世田谷店で使える様に成った。その影響でエディオングループ傘下となった以降でもヤマギワの照明器具を販売している。石丸電気創業者である石丸鶴雄はヤマギワの出身であり、石丸電気の創業時にヤマギワから援助を受けていた。

### 九十九電機
2002年（平成14年）には九十九電機と業務提携し、一時期は石丸電気が九十九電機株の49%を取得する大株主であった。一部の石丸電気店舗に「ツクモ王国」と称した自作パソコンパーツを扱う売り場をインショップ形式で出店した。またポイントカードの相互利用も行っていたが、2007年（平成19年）9月末をもって相互利用は終了した。2008年（平成20年）に九十九電機が経営破綻した際には株式の保有比率は19%にまで低下。その後九十九電機の再建スポンサーには石丸電気及び親会社のエディオンではなくヤマダ電機が名乗りを上げた。

### エディオン
2006年（平成18年）4月27日に、エディオンと業務提携することが発表された。エディオンは、石丸電気株式の33.4%を同年7月に取得。同社のグループ傘下となった。その後、2007年（平成19年）3月30日付で6.6%を追加取得。2007年（平成19年）3月期よりエディオンの連結子会社となった。このため、エディオングループ傘下のデオデオとエイデンとミドリ電化の共通コーポレートスローガンである「買って安心、ずっと満足」が使用されるようになった。
2007年（平成19年）11月1日には、エディオンが新設した子会社東京エディオンにエディオンが保有する株式を譲渡、エディオンの孫会社となった。2008年（平成20年）6月27日の株主総会で新たな取締役の選任を決議して、創業家出身の石丸俊之社長が退任することとなり、同年10月1日には創業者一族が保有する全株式（60％）をエディオンが買い取り、100％出資の完全子会社となっている。
2009年（平成21年）2月1日に、エイデンを存続会社とし、東京エディオン及びその子会社である石丸電気、そして石丸電気の完全子会社3社（東京石丸電気株式会社、株式会社石丸電気レコードセンター、アイアイオンライン株式会社）の合計5社が吸収合併された。アイアイテクノサービス株式会社は同じくエイデンの配送部門の完全子会社コムネットと合併した。会社としての石丸電気は解散したが、石丸電気のブランド（屋号）は残された。2008年（平成20年）12月にデオデオから転換した上尾中央店を皮切りに、東京エディオンで使用されていたものと類似したデザインのロゴを導入した上（エディオングループ入り前からの店舗は旧デザインのロゴと併用）、郊外型店舗で使用されていた「（地名）ビッグワン」名が廃止され、一般的な「（地名）店」に変更されている。
法人は同一になったが、ポイントカードについてはエイデンのエディオンカードと石丸電気のアイアイカードとの間には互換性が無く、相互に使用することは出来ない。そのため、石丸電気のエディオンカード（セディナ）を発行し、相互に使用可能とした。アイアイカードおよび石丸独自のクレジットカード付きポイントカードのアイアイUCカードは2009年（平成21年）11月3日をもって店舗での取り扱いを終了した。それまで蓄積されていたポイントは、同年11月5日以降、旧ポイントの有効期限内に限りエディオンカードに移行できるが、エディオンカード会員に入会しない場合はポイントは失効となる。クレジット機能のないIDカード（年会費2100円、長期保証付き）とエディオンポイントカード（年会費無料で長期保証なし）も存在するが、この2つは店舗によって発行の有無がある。詳細はエディオンのカード・独自保証制度。
関東地方では石丸電気の知名度が高いことから、同地域で展開するエディオングループの店舗は2009年（平成21年）11月20日よりブランドを「イシマル（ishimaru）」に統一した。エディオングループ化前からの店舗では「エディオン」への店舗ブランド集約直前まで、漢字で「石丸電気」と表記されたものや「石」をモチーフにしたロゴ看板も残っていた。

## 最後までイシマルブランドで営業された店舗
エディオンが運営する店舗の内、11店舗（2012年3月現在）がイシマルブランドで営業していた。
2012年5月11日、10月1日にエディオン直営店のブランド変更を行うことを発表。その後、同年9月15日からエディオンブランドの利用を本格開始し、同年10月1日、全店舗が正式にブランド統合を実施し、全てエディオンブランドに変更された。エディオンブランド変更後も、秋葉原地区を除いて店名は変更されていない（例:イシマルららぽーと新三郷店→エディオンららぽーと新三郷店）。

### 東京都
ishimaru本店（←ishimaru秋葉原本店←（新）本店）
千代田区外神田1丁目9-14にあった。
（旧）本店を改築し、西側の本店ビデオセンターと合体させる形で1995年11月に開店。2012年9月にエディオン秋葉原本店へ改装したが、2013年3月20日に閉店し、エディオンAKIBA店へ統合となった。石丸電気創業以来の土地であった。
エディオンの閉店後、併設の駐車場のみ一時営業していたものの空き店舗状態が続き、建物自体も2015年に解体された。現在は住友不動産の再開発により、「住友不動産秋葉原ファーストビル・テラス」が建てられている。詳細は石丸電気本店ビルを参照。
- 本店（旧CI時代）
- 本店（新CI時代）

| 階数 | 取り扱い商品                                                                |
| ---- | --------------------------------------------------------------------------- |
| 7F   | ホームシアター・ステレオ・単品コンポーネント                                |
| 6F   | 国内/輸入・国内CD                                                           |
| 5F   | テレビ・DVDレコーダー・DVDプレーヤー・ビデオ                                |
| 4F   | エアコン・冷蔵庫・洗濯機季節商品・ワインセラー                              |
| 3F   | クリーナー・電子レンジ・調理家電・理容/美容商品・時計                       |
| 2F   | 照明・生活提案フロア                                                        |
| 1F   | デジタルカメラ・ポータブルオーディオ・ビデオムービー・携帯電話FAX・電子文具 |

ishimaru AKIBA（←生活家電館←1号店）
千代田区外神田1丁目2-9。現在もエディオンAKIBA（都内唯一の直営店）として営業している。
秋葉原の入口にあたる万世橋交差点に面した店舗。1980年代後半に改築されるまでは2階建ての店舗だった。エディオン秋葉原本店閉店に伴い、秋葉原地区における旧石丸電気最後の店舗となった。
石丸電気が卸売から小売に転換するまでの店名は「日の丸電気第1売場」だった。
- 1号店（旧CI時代）
- 1号店（旧CI時代）
- 生活家電館（旧CI時代）
- isimaru AKIBA
（新CI時代）

| 階数 | 取り扱い商品                                                        |
| ---- | ------------------------------------------------------------------- |
| 6F   | オーディオ・ミニコンポ・MD/CDラジカセ・デジタルオーディオプレーヤー |
| 5F   | DVDレコーダー・DVDプレーヤー・ビデオムービー・デジカメ              |
| 4F   | プラズマテレビ・液晶テレビ・WOWOW・スカパー                         |
| 3F   | 冷蔵庫・洗濯機・食器洗い乾燥機・温水洗浄便座                        |
| 2F   | オーブンレンジ・健康家電・アルカリイオン整水器                      |
| 1F   | エアコン・掃除機・美容器具・携帯電話                                |

### 神奈川県
横浜店（仮店舗）
横浜市中区曙町2-19-1 曙町新井ビル2階。コジマの居抜き。2013年春に横浜店（新）が開業するまでの仮店舗として、旧横浜店より2012年9月1日に移転開業。
エディオン横浜店開店に先立ち2013年2月17日に閉店。
青葉台東急スクエア店（旧称「青葉台ビッグワン」）
横浜市青葉区青葉台2丁目1-1。現在もエディオンとして営業している。
港北センター南店
横浜市都筑区茅ケ崎中央53-1、コーナン港北センター南モール内。
東京エディオンより移管。「旧・エディオン」ブランドによる新規出店で唯一石丸電気に継承された店舗。2018年5月6日にモザイクモール港北へ移転のため営業終了。

### 千葉県
柏店（2代目、旧称「柏ビッグワン」）
柏市中原1丁目23-2。現在もエディオンとして営業している。
店の前に東武バスイースト沼南営業所（現：東武バスセントラル沼南営業所）のバス停「石丸電気前」があり、エディオンに改称後もしばらくは「石丸電気前」のままで残っていた。しかし、2013年3月のダイヤ改正で「酒井根中学校前」に変更されることになった。
柏沼南店
柏市風早1丁目6-1にあった。2013年閉店。ミドリ電化→東京エディオンより移管。
現在はスポーツデポ柏沼南店を経て、アルペンアウトドアフラッグシップストア柏。

### 埼玉県
上尾店（旧称「上尾ビッグワン」）
上尾市緑丘3丁目-3-11-1、PAPA上尾ショッピングアヴェニュー内にあった。2013年5月6日閉店。
現在はドン・キホーテ北上尾PAPA店。
西上尾店
上尾市小敷谷809-1に、上尾中央店から移転する形で2011年10月7日開店。現在もエディオンとして営業している。
ららぽーと新三郷店
三郷市新三郷ららシティ3丁目1-1、ららぽーと新三郷内に2009年9月17日開店。現在もエディオンとして営業している。

### 茨城県
イオンタウン守谷店
守谷市百合ケ丘3丁目249-1、イオンタウン守谷内にあった。2013年6月24日閉店。ミドリ電化→東京エディオンより移管。
現在はノジマイオンタウン守谷店。

## ブランド統合以前に閉鎖した店舗とその後

### 東京都（秋葉原）
- （旧）本店
（新）本店の場所の西側一画にあった店舗。1962年に開店[34]。
- 本店ビデオセンター
（新）本店の場所の東側一画にあった店舗。

- 2号店→パソコンタワー→パソコンタワー/SOFT2 ViSUAL→SOFT2→ ishimaru soft 本店
千代田区外神田1丁目1-10にあった。2011年3月27日閉店。
石丸電気が卸売から小売に転換するまでの店名は「日の丸電気第2売場」だった[31]。
1990年代中期頃までCMの最後に映されていた店舗はこの2号店だった（変更後は1号店が映されるようになった）。
ソフト専門店だった時代はイベントスペースを備え、アイドルイベントの「聖地」としても知られていた[35]。
現在はパセラリゾーツAKIBAマルチエンターテインメント。

| 階数   | 取り扱い商品                                |
| ------ | ------------------------------------------- |
| 7F・8F | イベントホール                              |
| 6F     | イメージ・アダルトDVD・写真集・書籍         |
| 5F     | アニメ・特撮DVD／CD・書籍                   |
| 4F     | 邦画・TVドラマ・企画DVD・ビデオ             |
| 3F     | 洋画・DVD                                   |
| 2F     | CD・DVD/ロック/ポップス/ヒップホップ/ソウル |
| 1F     | CD・DVD/J-POPS/歌謡曲/邦楽                  |

- 3号店/レコードセンター→SOFT3 MUSiC→SOFT3→ ishimaru soft Jazz & Classic
千代田区外神田1丁目2-13にあった。2010年4月4日閉店。
石丸電気が卸売から小売に転換するまでの店名は「日の丸電気第3売場」だった[31]。
現在は秋葉原ラジオ会館2号館→アニメイトAKIBAガールズステーション→アニメイト秋葉原別館→空き店舗。

| 階数 | 取り扱い商品                   |
| ---- | ------------------------------ |
| 5F   | ジャズフロア（国内盤）         |
| 4F   | 輸入盤クラシックフロア         |
| 3F   | 国内盤・輸入盤クラシックフロア |
| 1F   | SACD/DVD-Audioフロア           |

- 4号館
千代田区外神田1丁目3-13にあった。
  - お持込み修理品受付けフロア→修理受付センター
当初は建物の2階部分にあったが、2002年頃に1階部分に移転。
現在は一刻館秋葉原店→カードラッシュ秋葉原2号店。
  - インターネットハウス（現 空き店舗）

- 5号店/修理部品センター
千代田区外神田2丁目3-6にあった。1997年頃に4号館に移転。
現在はヤマト運輸外神田1丁目センター→空き店舗。

- 6号店→アイドル館→ ishimaru soft アイドル館
千代田区外神田4丁目1-3にあった。2011年2月28日閉店。
現在はトレカの洞窟→POP ＠P SPACE -AKIHABARA-。

- 駅前店→駅前店/DUTYFREE→パソコン館
千代田区外神田1丁目15-4にあった。2008年11月3日閉店。
1980年代までの店名は「大丸テレビジョン」だった。
現在は秋葉原ラジオ会館1号館→ボークス秋葉原ホビー天国→ダイコクドラッグ秋葉原西口店→解体予定。
  - 駅前店
  - 駅前店/DUTYFREE
  - パソコン館
- ソフトワン→SOFT1
千代田区外神田3丁目1-16にあった。2009年5月6日閉店。SOFT2に統合。
現在はパソコン工房秋葉原本店&フェイス秋葉原本店→AKIBAドラッグ&カフェ→アニON STATION AKIHABARA本店→Olympic外神田店→解体予定。

- マイコンセンター→ゲームワン（初代）→パソコン本館→ゲーム・ホビー館
千代田区外神田1丁目4-21にあった。2009年5月25日閉店。
現在は買取販売市場ムーランアキバ。

- テレビタワー→ゲームワン（2代目）
千代田区神田佐久間町1丁目6-4にあった。2007年10月8日閉店。
現在はブックオフ秋葉原駅前店。

- AKIHABARAデジカメ館→買取本舗（CD・DVD買取・販売店）
千代田区外神田1丁目3-6にあった。2010年1月31日閉店。
現在は買取商店 幸智。

- AKIba station PLAza→モバイル館→DOS/V館・ケータイ館
千代田区神田花岡町1-1にあった。2009年1月12日閉店。
現在はGUNDAM Café 秋葉原店。
  - DOS/V館・ケータイ館

- 電話センター
千代田区須田町1-5 KSビル1階にあった。
現在は鈴木酒販 神田店。

- 石丸パーキング
千代田区須田町1-5にあった。
改築され現在はCIVI研修センター秋葉原。

- 設備センター（初代）
千代田区外神田2丁目4-6 ササゲビル6階にあった。

- 設備センター（2代目）
千代田区外神田2丁目3-6 成田ビル1階にあった。

- Refino&Anhelo（レフィーノ&アネーロ）
文京区湯島1丁目1-8にあった。高級オーディオ専門店。2005年10月1日開店。2010年2月14日閉店。売場はishimaru 本店 6階に移転）
一般に秋葉原と呼ばれる千代田区外神田ではなく文京区湯島に店を構えているが、他の秋葉原の店舗から近いのでチラシ等では秋葉原の店舗という扱いになっていた。
現在はB-PUMP TOKYO 秋葉原店。

- 松屋銀座店
中央区銀座。フランチャイズ店。デオデオ→東京エディオンより移管。2010年8月頃閉店。

なおこの店はフランチャイズである関係からかエディオンカードが利用できなかった。
- 世田谷店
世田谷区千歳台3丁目20-1にあった。ヤマギワからの譲受店舗だった。
現在はセントラルウェルネスタウン成城。

- 下北沢店
世田谷区北沢2丁目26-27にあった。
建物は解体され、現在は無印良品下北沢店。

- 立川ビッグワン
立川市曙町1-36-3にあった。
現在はザ・ダイソー→東芝立川ビル（東芝の事業所や、関連会社が入居）。

### 神奈川県
- 横浜店
横浜市中区羽衣町2-5にあった。ヤマギワからの譲受店舗だった。
2000年10月26日に開店。仮店舗に移転のため2012年8月19日に閉店。
現在はパチンコ店。
  - 移転による閉店前の横浜店
  - 移転による閉店前の横浜店
  - 新しいロゴマークを掲げる横浜店
- 上大岡店 - 1990年代前半に出店するも、上大岡駅から徒歩約15分と利便性に問題があり、駐車場も無かったためわずか数年で撤退。（現在は民間会社）

### 千葉県
- 柏店（初代）
柏市富里2丁目5-1にあった。上記の柏店（旧称「柏ビッグワン」）とは別店舗（旧水戸街道沿い）。
柏ビッグワンとの差別化のため、一時期アウトレット専門店として営業していたこともある。現在建物は撤去され、建売住宅に転換。

- 成田ビッグワン
成田市赤坂2丁目1-13、ボンベルタ百貨店（現：そよら成田ニュータウン）内にあった。1999年10月21日開店。2009年5月24日閉店。

### 埼玉県
- 上尾中央店
上尾市大字川284-3にあった。1981年3月に開店。西上尾店に移転する形で2011年9月19日閉店。
元はダイイチ→デオデオだった店舗を2008年にイシマルに改装。
現在はドラッグストアセキ上尾川店。

- 久喜店（旧称「久喜ビッグワン」）
久喜市本町1丁目1-16にあった。2010年9月26日閉店。
現在はドラッグセイムス久喜本町薬局。

### 茨城県
- 水戸店 
水戸市南町2丁目4-43にあった。当時のツルヤビル・ツルヤブックセンター地下に所在。「水戸ビッグワン」が開店しても、しばらくの間は存続していた。閉店後は、その当時1階に入居していた大野書店水戸店がコミック売り場として拡大させたものの、その後「売り上げの不振」を理由に撤退を余儀なくされた。
アニメイト水戸店を経て建物は解体され、現在はローソン水戸南町二丁目店。

- 水戸ビッグワン
水戸市見和3丁目663-15にあった。郊外型店舗であり、「ビッグワン」の名称使用もこの店舗から始まった。開店当時は「茨城県内最大の売り場面積」を謳っていたが、後に水戸市内の店舗整理を進め水戸ビッグワンを遥かに凌ぐ売場面積を持つ店舗を開店させた地場企業・ケーズデンキと、遅れて進出したヤマダ電機との競合の影響を大いに受けることになった。2008年12月閉店。
ハードオフ・オフハウスを経て現在はWonderREX水戸赤塚店。

- 牛久店
牛久市田宮2-27-3にあった。扱っている商品ごとに2つの店を構えた。
その後、国分建設本社・ショールームとなったが、2021年10月に自己破産した[38]。

- 守谷店 
守谷市本町3330にあった。2002年2月6日開店。2006年2月28日閉店。
元いなげや南守谷店の建物を使用していた。「イオンタウン守谷店」とは別店舗。
建物は撤去され、タマホーム守谷支店（住宅展示場）となったが、2022年時点では空き地となっている。

- つくば店
つくば市東新井31-13にあった。扱っている商品ごとに5つの店を構えた。うちあかり館は第一家電からの居抜き店舗[39]だった。2010年3月28日閉店。閉店まで残ったテレビ・オーディオ館とソフト館は解体、生活家電館跡にはゲオ・ジャンブルストアつくば学園店が2010年7月にオープンした。

### 新潟県
- 新潟店
新潟市中央区東大通1丁目8-32に1975年11月開店。国道7号（明石通）裏手に地上4階の店舗を設け、地元ローカルのテレビCMも放送していた。
その後老朽化が進み、売場面積の狭小化によるサービス低下が進んでいたことから2002年9月、明石通側に「家電館」を新築した。また本館はCD・DVDなど音楽ソフト専門の「ソフト館」にリニューアルされ、さらに家電館東隣のビル1階を賃借し「パソコン館」としてパソコン・携帯電話専門のフロアを設けるなど増床を図った。しかし売上げは伸びず、その後パソコンフロアは家電館へ統合され閉鎖した。
エディオングループは、同市近郊で大手量販店による販売競争が激化していることや流通コストの面などを鑑み、業績改善が見込めないことから、2008年9月23日をもって全館を閉鎖して新潟県から撤退した。当初の計画では、音楽ソフト市場の低迷やネット通販の普及などによって売上げが著しく落ち込んでいたソフト館を同月中に先行して閉鎖し、その後段階的に全面閉鎖する予定だったが、本社の業績改善を優先するため全館一斉閉鎖するに至った。
店舗跡のうち、家電館跡には同二丁目に店舗を出店していたアニメイトが移転し、メロンブックス、らしんばんなどから成る複合型店舗「アニメ・コミック館」が同年11月22日にオープンした。老朽化したソフト館跡とパソコン館が入居していたビルは、解体・撤去された。

### 静岡県
- 静岡店
静岡市葵区昭和町9-7に立地。当初は「石丸照明」として照明器具に特化した専門店として開店。
その後、昭和60年代に入り、照明以外の家電品も徐々に取り扱うようになり、さらに家電全般へ取扱品目を広げるに至り「石丸電気」と店名を改める。
しかし、静岡駅前や繁華街から離れた立地であったこと、広告戦略が地元紙の夕刊のみでテレビCMなどは行わなかったことから知名度も上がらず、1999年に閉店した。

## 広告展開
- 1970年代から展開していたキャッチフレーズ「でっかいわ～」や「電気のことなら石丸電気」で知られるCMで有名になった。秋葉原の家電量販店で初めてエスカレーターを導入したことでも有名で、CM中にエスカレーターに乗った家族連れが必ず登場するのはこのためである。
- 1980年代には、朝日新聞朝刊のテレビ欄で、ほぼ毎週土曜日に広告が掲載されていた。
- 石丸電気のCMソングは桜井順の作詞・作曲、伊藤アキラの補作詞による。時期により複数種類が存在し、そのうち1990年代後半から2000年代前半頃に使われていたものは、家電量販店のCMソングを集めたコンピレーション・アルバム『エレクトリックパーク』（ポニーキャニオン）に収録されているほか、通信カラオケのUGAでも歌うことができる[40]。エディオングループ入りしてしばらくは店舗でも使用されなくなったが、2009年の2月に生活家電館にソフトバンクショップがオープンした頃から店舗での使用が復活している[要出典]。また同年に秋葉原店リニューアルオープン、ららぽーと新三郷店オープン時に放送されたラジオCMには石丸電気のCMソングのインストルメンタルバージョンが流れていた。
- 新CIの使用を開始して以降はCMもエディオングループ共通のものとなり、「イシマル」オリジナルのCMは放映されていなかったが、店頭や公式ホームページではhy4_4yhが歌う新たにリニューアルされたテーマソングを聴くことができた。このメロディは2010年よりエイデンの店内ソングにも流用され、歌詞はエイデン独自のものになっており、同様に公式ホームページで視聴できた。また、キャッチフレーズはエディオングループ共通の「買って安心、ずっと満足」が用いられていた。
  - hy4_4yh版のテーマソングはいしまるっ子クラブ名義でエイデンのテーマソングと共に収録されたマキシシングルが発売された。
- 2012年3月頃より秋葉原のイシマル店舗で、西又葵によるデザインのマスコットキャラクター「石丸くるね」を使用していた。元々はイシマル店舗内にあるソフトバンク石丸電気本店・ソフトバンクishimaruAKIBA両店舗のマスコットキャラクターであるが、間もなくイシマル店頭のPOPなどに起用された。エディオン転換後は、苗字を排し「くるね」と改名、制服もエディオン仕様にリニューアルした上で、引き続き秋葉原地区のエディオンに入居するソフトバンクショップのキャラクターに起用されていたが、ソフトバンクエディオンAKIBA店が2015年1月31日を以て閉店したことに伴い消滅した。

### 提供番組
すべて過去のもの。
- NNNライブオンネットワーク（日本テレビ）
- NNNニュースプラス1（日本テレビ）
- 逮捕しちゃうぞ（TBSテレビ）
- プロ野球ニュース（フジテレビ）
- TNNニュース（テレビ新潟）
- ビートオンポップ（テレビ新潟）

## グループ会社

### 以前のグループ会社
- アイアイオンライン株式会社 - オンラインショッピングサイト「Refino」の運営
- アイアイテクノサービス株式会社 - 家電製品の配送・設置・工事、整備点検等
- 株式会社石丸電気レコードセンター - 3号店（SOFT3）の運営
- 第一石丸共同ビル株式会社 - 2号店（SOFT2）の不動産賃貸
- 東京石丸電気株式会社 - 新潟店の運営
- 株式会社石丸電気設備センター
- 株式会社石丸本社（現存） - 不動産賃貸、東京都文京区湯島1丁目2-7に所在。2017年現在で石丸電気元社長・石丸俊之が代表を務めている。
- 株式会社大丸テレビジョン - 1980年代頃まで「大丸テレビジョン」を運営。
- ワイアンドアイ株式会社 - ヤマギワから引き継いだ店舗の運営。1970年代まで日の丸電気株式会社として「日の丸電気」を運営。